# Винарівка (Білоцерківський район)
Винарі́вка (кол. Войнарівка) — село в Україні, в Ставищенській селищній громаді Білоцерківського району Київської області. Розташоване за 9 км на схід від смт Ставище та за 1 км від автошляху М05. Населення становить 980 осіб.

## Історія
Поблизу села виявлено поселення доби бронзи (II тисячоліття до н. е.). Тут же знайдено посуд черняхівської культури (II—VI ст. н. е.).
У XVIII ст. селяни Винарівки брали участь у гайдамацькому русі, 1855 року — в Київській козаччині. У травні 1905 року в селі відбувся страйк сільськогосподарських робітників, які працювали в поміщицькому маєтку. 1918 року поблизу села точилися жорстокі бої проти німецьких союзників Української Народної Республіки. У квітні цього ж року селяни Винарівки і навколишніх сіл утворили бойовий загін, який брав активну участь у боротьбі з німцями.
За мужність і героїзм, виявлені в боротьбі з гітлерівськими загарбниками під час німецько-радянської війни, 93 чоловіка нагороджені орденами й медалями СРСР.
У Винарівці — центральна садиба колгоспу «Світанок», що має 2523 га землі, у тому числі 2253 га орної. Виробничий напрям господарства — вирощування зернових культур і м'ясо-молочне тваринництво. Розвинуті птахівництво, садівництво, городництво. За високі виробничі показники 32 передовики колгоспного виробництва нагороджені орденами й медалями СРСР.
У селі є дев'ятирічна школа, будинок культури, бібліотека. З 2020 року відреставровано будинок культури та розпочато реставрацію футбольного поля і спортивних споруд. Створено волейбольний майданчик та невелику футбольну команду.

## Населення

### Мова
Розподіл населення за рідною мовою за даними перепису 2001 року:
| Мова       | Кількість | Відсоток |
| ---------- | --------- | -------- |
| українська | 729       | 96.81%   |
| російська  | 13        | 1.73%    |
| білоруська | 6         | 0.80%    |
| румунська  | 3         | 0.40%    |
| вірменська | 1         | 0.13%    |
| німецька   | 1         | 0.13%    |
| Усього     | 753       | 100%     |

## Галерея

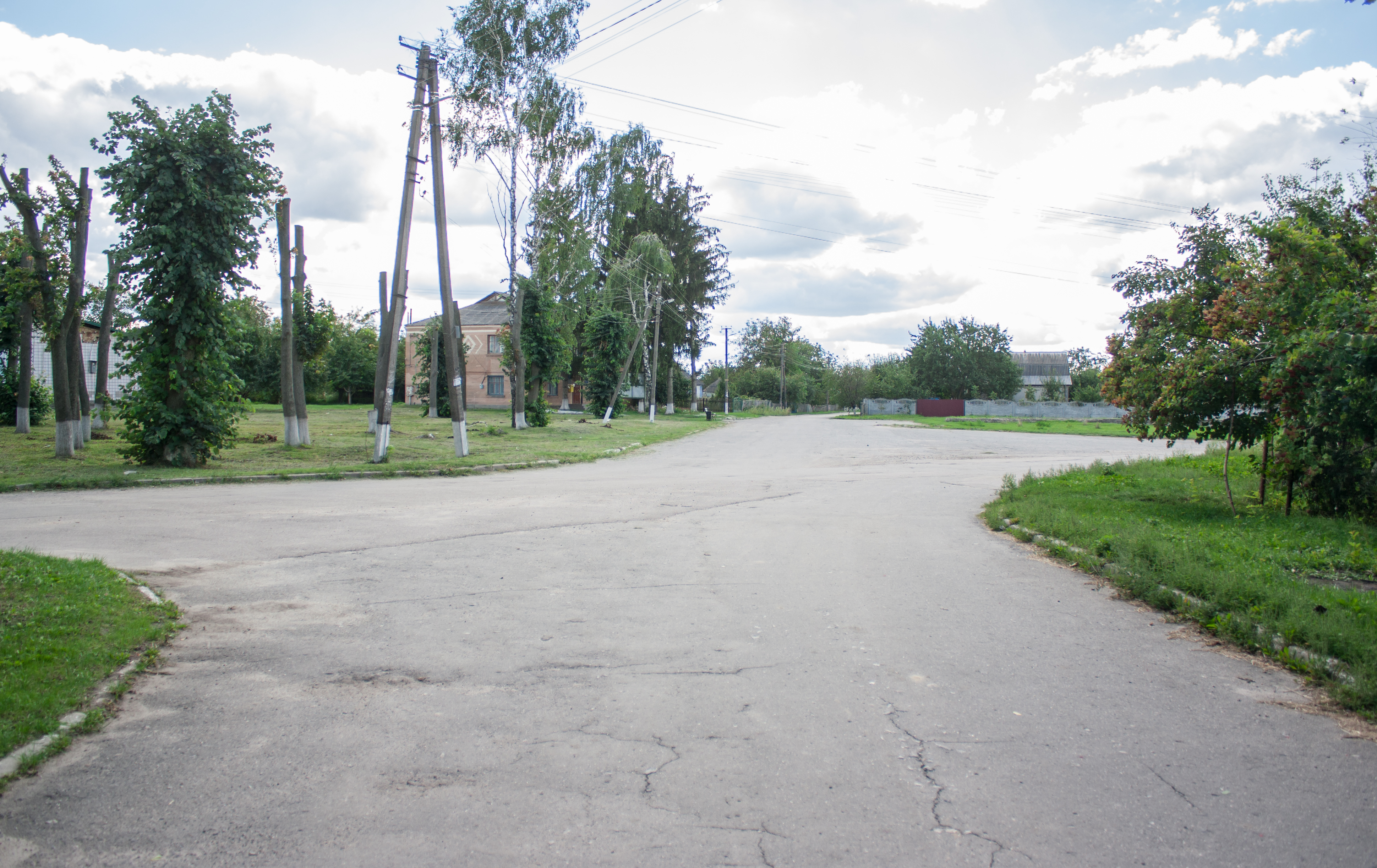
Центр села
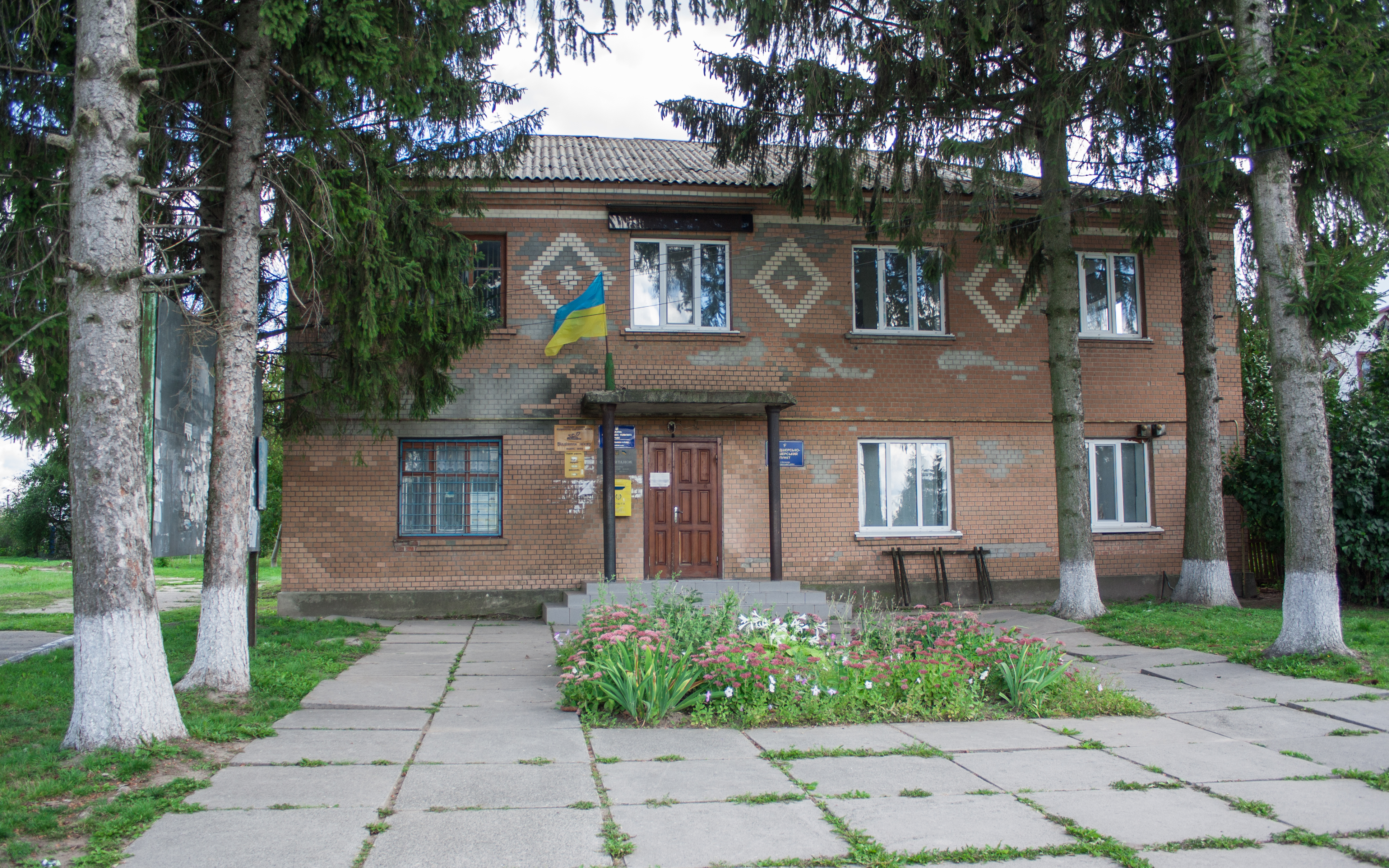
Сільська рада і ФАП
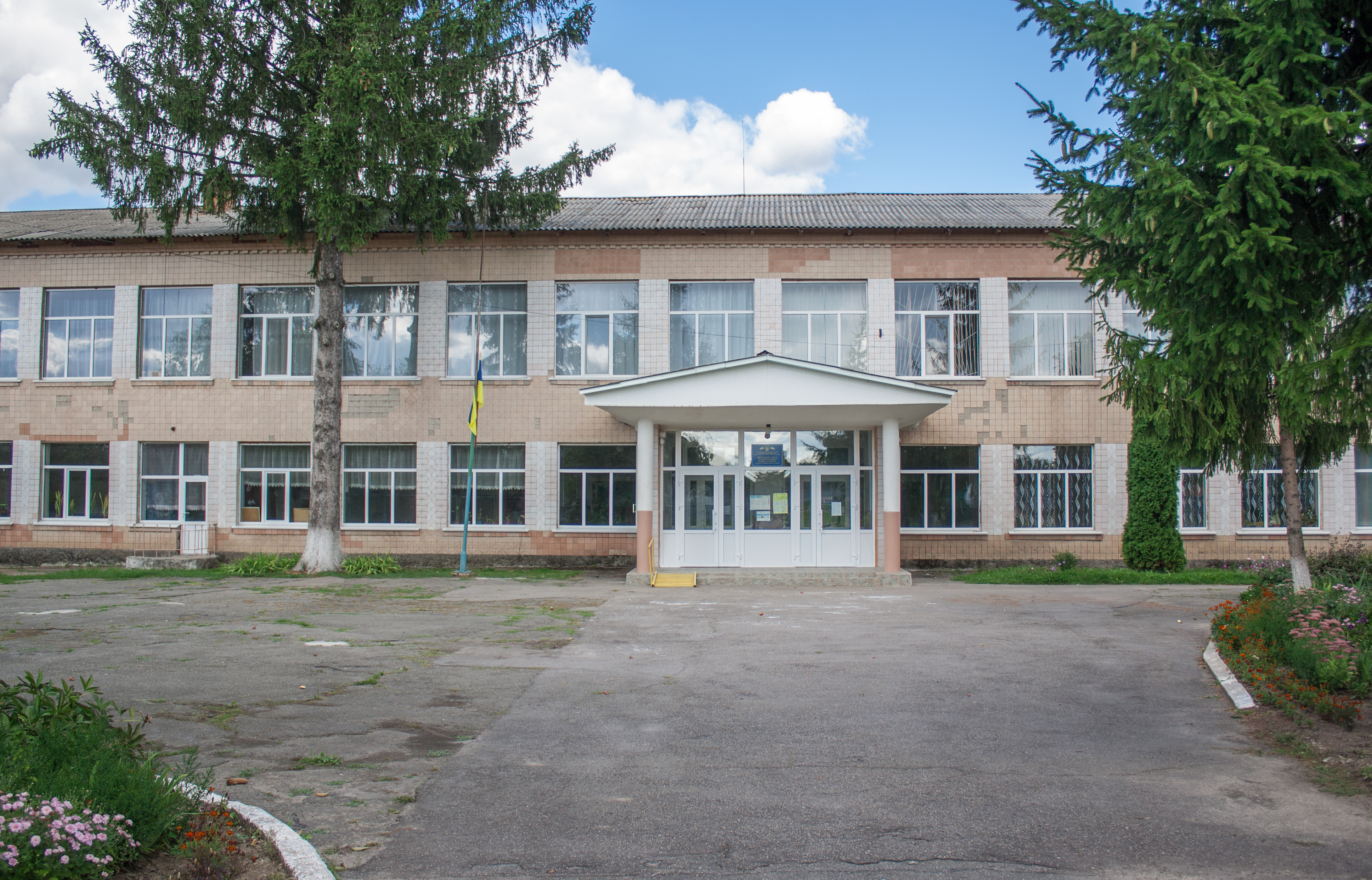
Школа
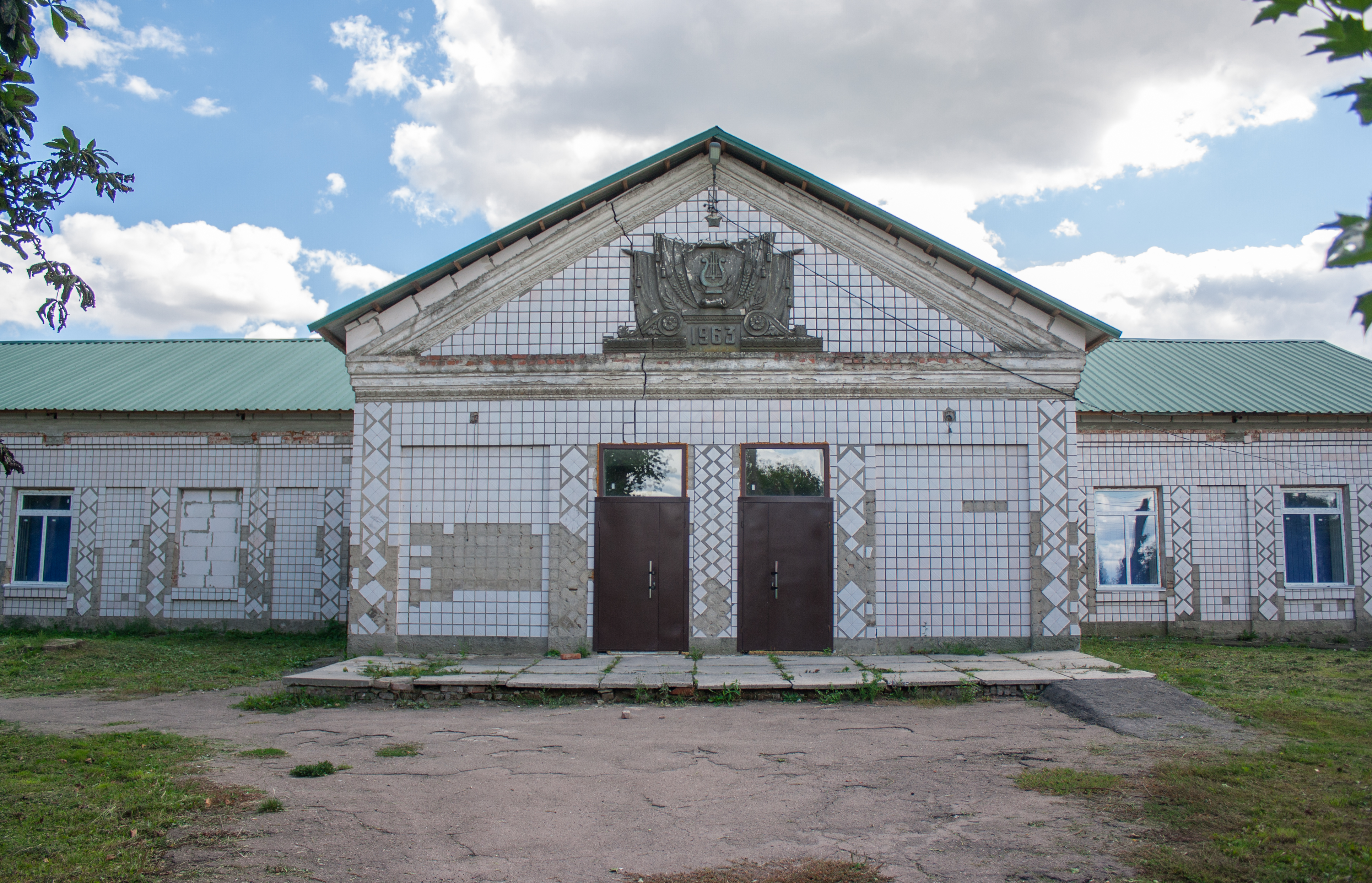
Будинок культури
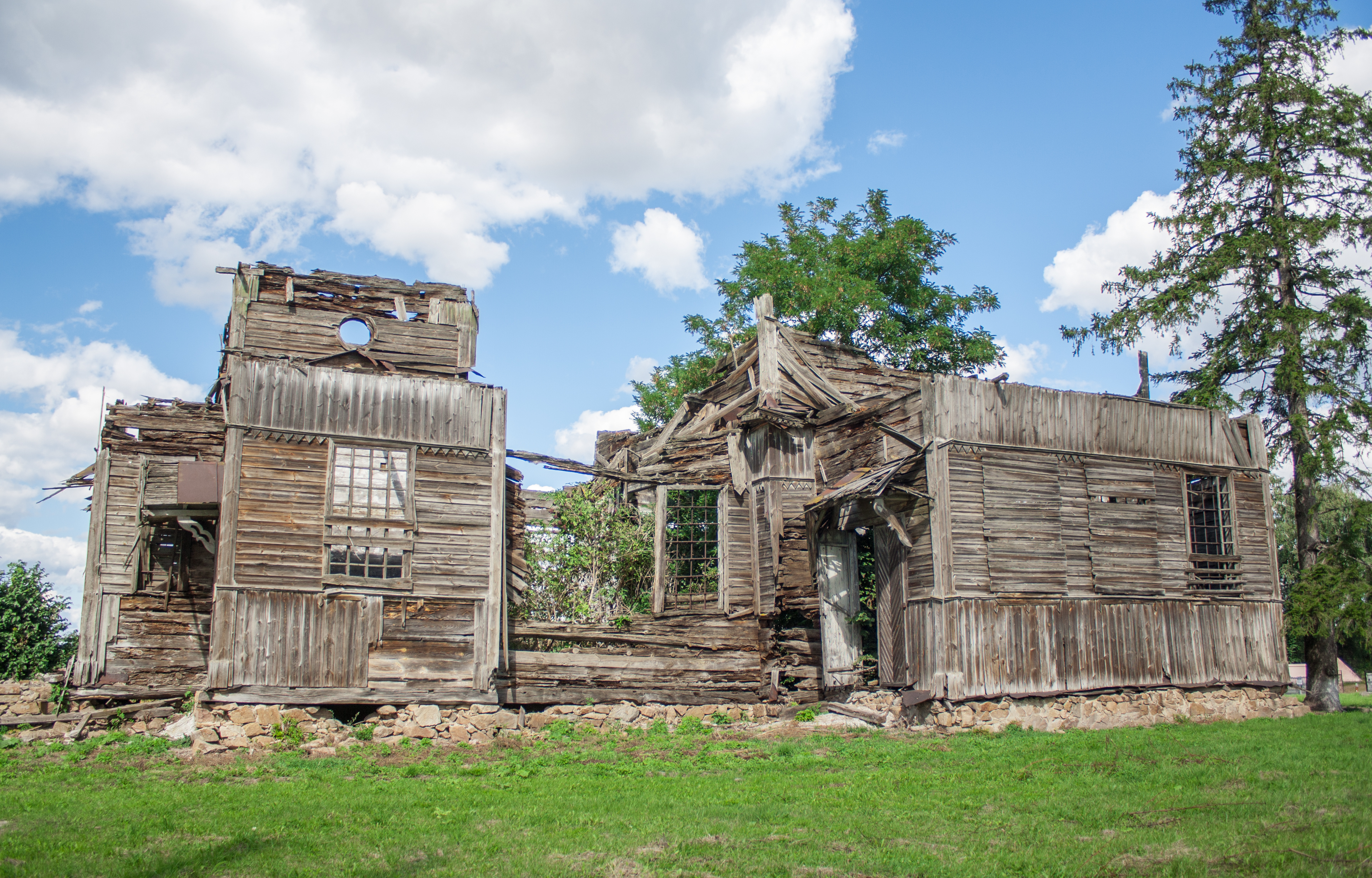
Церква Іоанна Богослова (1895 р.)
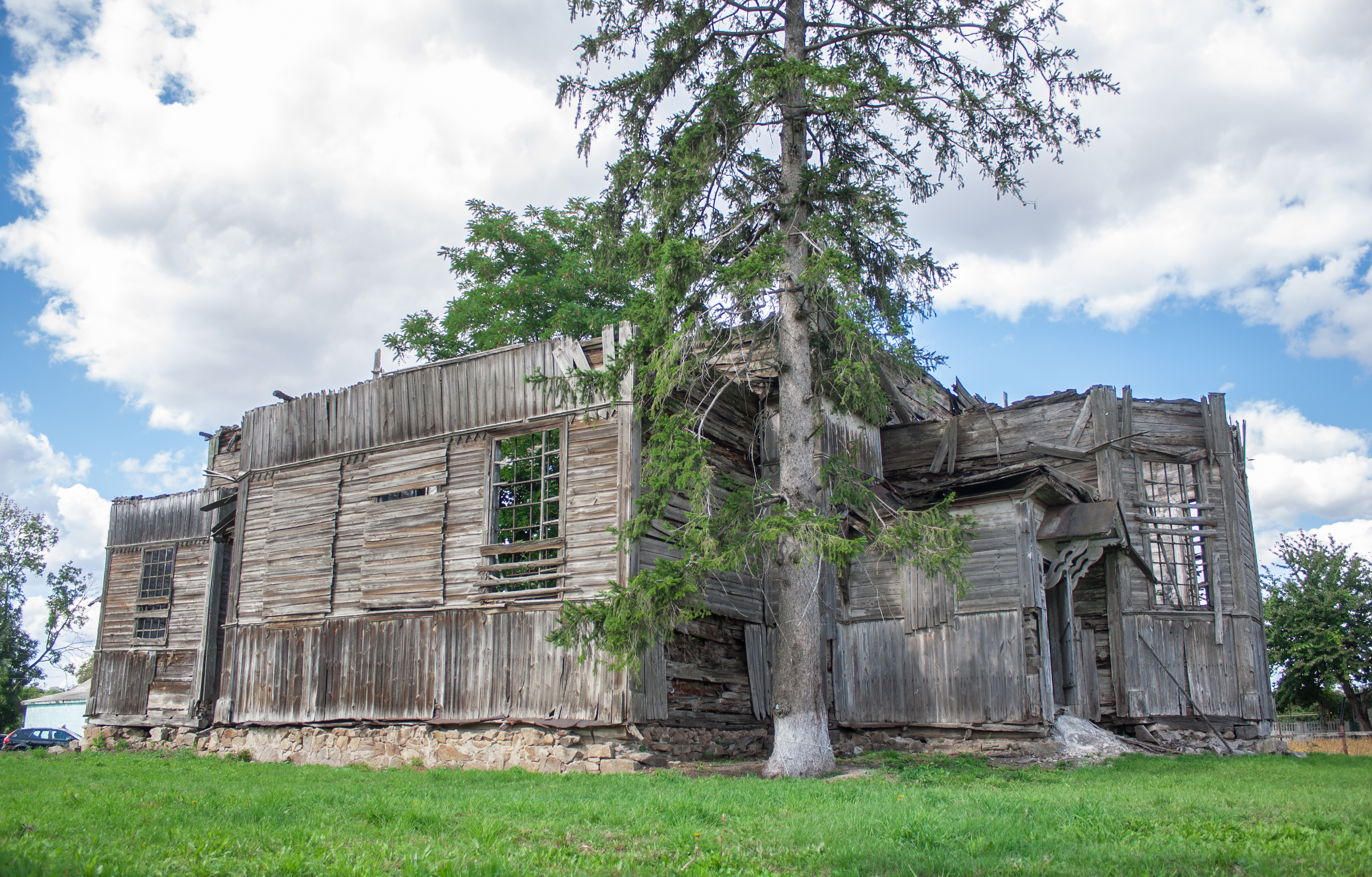
Церква Іоанна Богослова (1895 р.)
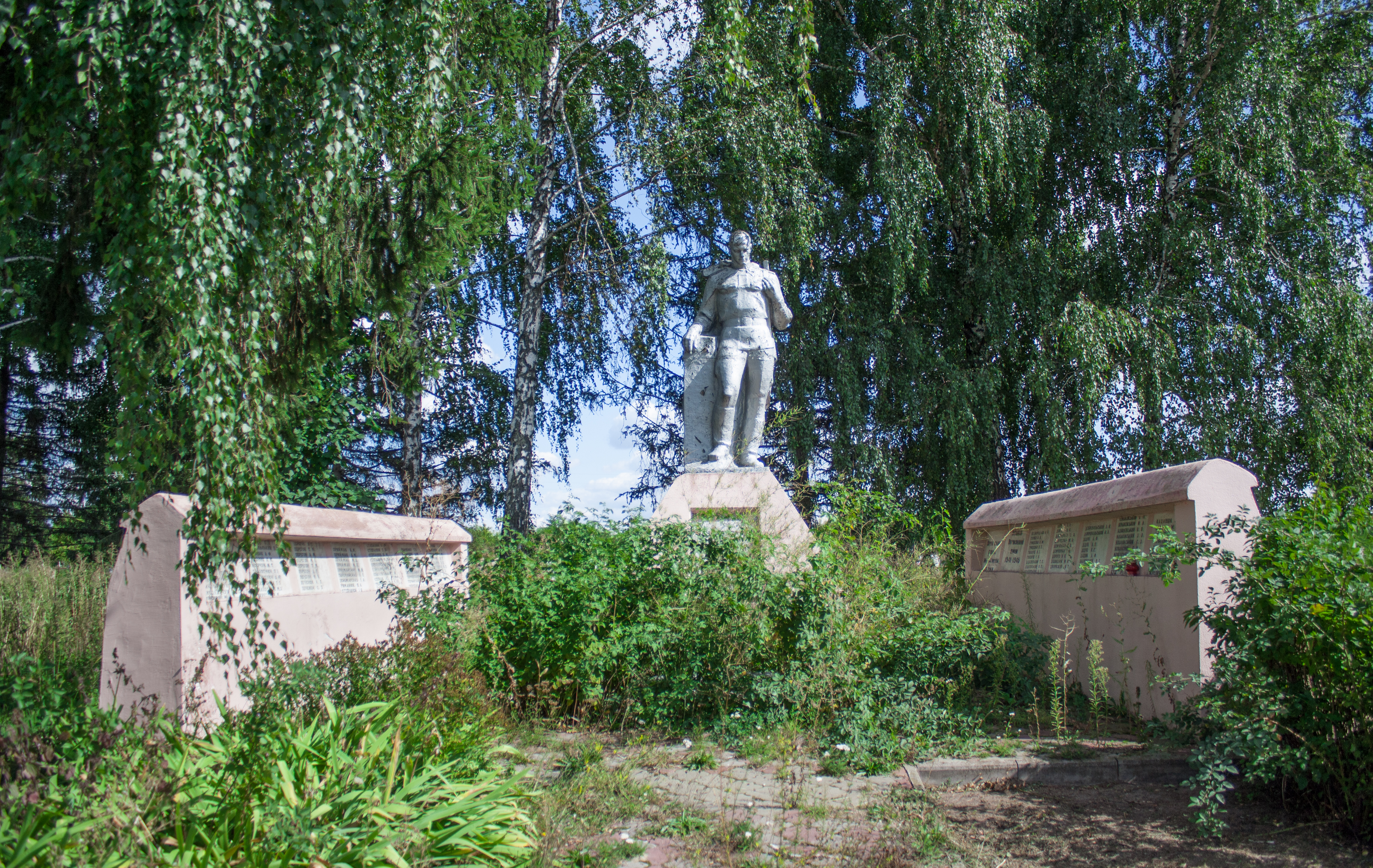
Братська могила радянських воїнів